# Vadim Borisovsky
Vadim Vasilyevich Borisovsky (em russo:  Вадим Васильевич Борисовский; Moscou, 19 de janeiro de 1900 – Moscou, 2 de agosto de 1972) foi um violista da Rússia, executante de viola de amor.
Entrou para o Conservatório de Moscou em 1917 para estudar violino com Mikhail Press. No ano seguinte, sob tutoria de Vladimir Bakaleinikov, passou a estudar a viola, graduando-se em 1922. Borisovsky tornou-se professor de viola do Conservatório em 1927. Entre 1922 e 1923, formou com colegas do conservatório o Quarteto Beethoven.